# هيو رودمان
هيو رودمان (بالإنجليزية: Hugh Rodman)‏ هو ضابط أمريكي، ولد في 6 يناير 1859 في فرانكفورت في الولايات المتحدة، وتوفي في 7 يونيو 1940 في بيثيسدا في الولايات المتحدة.